# 斑鱚
斑鱚（学名：Sillago maculata）为鱚科鱚属的鱼类。分布于印度洋北部沿岸至澳大利亚以及中国南海、台湾海峡等海域。该物种的模式产地在澳大利亚。其种加词“maculata”意为“有斑点的”。